# Neanastatus rabalaisi
Neanastatus rabalaisi är en stekelart som beskrevs av Girault 1922. Neanastatus rabalaisi ingår i släktet Neanastatus och familjen hoppglanssteklar. Inga underarter finns listade i Catalogue of Life.